# I'm a Mess (Bebe Rexha)
I'm a Mess è un singolo della cantante statunitense Bebe Rexha, pubblicato il 15 giugno 2018 come terzo singolo dal primo album in studio Expectations.

## Pubblicazione
Il 20 aprile 2018 la cantante ha condiviso un'anteprima del brano di quaranta secondi tramite Instagram, mentre il 27 aprile ha pubblicato i testi della canzone sul suo profilo Twitter. Il singolo è andato in rotazione radiofonica prima della pubblicazione ufficiale, mentre in Italia dal 22 giugno. In un'intervista, Rexha ha commentato così il pezzo: ''È stato ispirato da un ragazzo che mi piace ancora, è passato un anno, ma non credo che sappia che la canzone è su di lui. Ho scritto molti di quei testi nella vasca da bagno. Faccio scorrere l'acqua, parlo da sola e mi registro. Questi testi provengono da cose reali a cui penso costantemente''. Inoltre, ha rivelato che la madre odia la canzone per via del suo testo cupo e del suo tono malinconico e che preferisce canzoni felici e positive come Meant to Be.

## Composizione
I'm a Mess è un brano pop suonato in chiave di Si minore a tempo di novantasette battiti al minuto. È stato scritto e composto dalla stessa cantante in collaborazione con Jussi Karvinen e Justin Tranter ed è stato prodotto da Jussifer e Devon Corey. Attraverso il testo del brano, Bebe celebra le sue imperfezioni e insicurezze con un tono autoironico, rispecchiando il singolo del 2014, I'm Gonna Show You Crazy. I'm a Mess vede infatti Bebe Rexha fare affermazioni auto-denigratorie sul suo stato di essere esprimendo allo stesso tempo ottimismo per il futuro. Nel ritornello della canzone Bebe riflette sulla paranoia, la rabbia, la tristezza, l'ossessione e l'imbarazzo nello stato della relazione sentimentale con il suo partner. Inoltre, iI ritornello presenta un'interpolazione musicale di quello del brano di successo pop rock degli anni novanta Bitch di Meredith Brooks. La coautrice della suddetta canzone, Shelly Pieken, ha confermato per mezzo di un post su Instagram che gli autori di I'm a Mess le avevano dato credito per la scrittura, dopo aver realizzato le somiglianze tra i due pezzi.

## Promozione
Il singolo è stato eseguito per la prima volta al Good Morning America il 22 giugno 2018. Il 25 giugno si è esibita con il singolo al The Tonight Show Starring Jimmy Fallon, in cui i ballerini, vestiti da dottori e assistenti, hanno ballato al fianco della cantante su un set che sembrava un ospedale, terminando in una lotta con i cuscini. Il 28 giugno ha eseguito il brano al talk show The Talk e il 12 luglio al programma australiano Sunrise. Il 18 luglio Rexha ha eseguito una versione acustica del brano per K rock 95.5, stazione radio australiana. Il 13 agosto la cantante ha presentato il brano ai Teen Choice Awards 2018, mentre il 27 agosto si è esibita con un medley di I'm a Mess e Meant to Be insieme ai Florida Georgia Line agli iHeartRadio Much Music Video Awards 2018. Si è esibita con il brano anche al reality show Big Brother, America's Got Talent, Jimmy Kimmel Live!, LOS40 Music Awards e gli MTV EMAs 2018.

## Video musicale
Un lyric video è stato pubblicato sul canale YouTube della cantante in concomitanza con la diffusione del brano e in un mese ha raggiunto 50 milioni di visualizzazioni. Il videoclip, diretto da Sophie Muller, è stato pubblicato il 19 luglio 2018. Il video mostra Rexha nelle vesti di una paziente rinchiusa in un ospedale psichiatrico, in cui indossando una camicia di forza è messa di fronte ai suoi problemi e costretta quindi ad affrontarli. Nella sezione commenti del video, Rexha ha affermato che la salute mentale è stata l'ispirazione sia per la canzone che per il video musicale, affermando:

## Tracce
- Download digitale

1. I'm a Mess – 3:15

- Download digitale – Acoustic[41]

1. I'm a Mess (Acoustic) – 2:33

- Digital download – Remixes[42]

1. I'm a Mess (Ofenbach Remix) – 2:44
2. I'm a Mess (Robin Schulz Remix) – 3:20
3. I'm a Mess (Alphalove Remix) – 3:11

## Classifiche

### Classifiche settimanali
| Classifica (2018-19) | Posizione massima |
| -------------------- | ----------------- |
| Argentina            | 70                |
| Australia            | 41                |
| Belgio (Fiandre)     | 67                |
| Belgio (Vallonia)    | 80                |
| Canada               | 25                |
| Francia              | 186               |
| Germania             | 86                |
| Grecia               | 50                |
| Irlanda              | 40                |
| Lettonia             | 40                |
| Lituania             | 54                |
| Malaysia             | 10                |
| Norvegia             | 29                |
| Portogallo           | 90                |
| Repubblica Ceca      | 29                |
| Regno Unito          | 77                |
| Romania              | 87                |
| Singapore            | 10                |
| Slovacchia           | 34                |
| Stati Uniti          | 35                |
| Svizzera             | 93                |
| Ungheria             | 31                |

### Classifiche annuali
| Classifica (2018) | Posizione |
| ----------------- | --------- |
| Canada            | 91        |

## Date di pubblicazione
| Paese       | Data             | Formato                      | Etichetta    |
| ----------- | ---------------- | ---------------------------- | ------------ |
| Mondo       | 15 giugno 2018   | Download digitale, streaming | Warner Bros. |
| Italia      | 22 giugno 2018   | Contemporary hit radio       | Warner Bros. |
| Stati Uniti | 16 luglio 2018   | Adult contemporary radio     | Warner Bros. |
| Regno Unito | 10 novembre 2018 | Adult contemporary radio     | Atlantic     |